# Collins Mbesuma
Collins Mbesuma (Ndola, 3 februari 1984) is een Zambiaans voetballer die als aanvaller speelt voor Orlando Pirates uit Zuid-Afrika en het Zambiaans voetbalelftal. 
Mbesuma werd in 2005 Afrikaans voetballer van het jaar omdat hij 35 keer scoorde in dienst van Kaizer Chiefs. Nadat seizoen vertrok hij naar Portsmouth en daar speelde hij maar vier wedstrijden en in die wedstrijden viel hij slechts in. 
In het seizoen 2006/07 werd Mbesuma verhuurd aan het Portugese Maritimo Funchal. Daar speelde hij 23 competitiewedstrijden en scoorde hij zeven keer. Toen Portsmouth hem niet meer nodig had, verkocht de club hem aan het Turkse Bursaspor, waar hij zes wedstrijden speelde en geen een keer scoorde.
| seizoen     | club                  | land        | competitie             | duels | goals |
| ----------- | --------------------- | ----------- | ---------------------- | ----- | ----- |
| 2003/04     | Roan United Luanshya  | Zambia      | Zambian Premier League | 25    | 11    |
| 2003/04     | Kaizer Chiefs         | Zuid-Afrika | Premier Soccer League  | 5     | 2     |
| 2004/05     | Kaizer Chiefs         | Zuid-Afrika | Premier Soccer League  | 38    | 35    |
| 2005/06     | Portsmouth            | Engeland    | Premier League         | 4     | 0     |
| 2006/07     | Maritimo Funchal      | Portugal    | SuperLiga              | 23    | 7     |
| 2007/08     | Bursaspor             | Turkije     | Süper Lig              | 6     | 0     |
| 2008/09     | Mamelodi Sundowns     | Zuid-Afrika | Premier Soccer League  | 16    | 4     |
| 2009/10     | Moroka Swallows       | Zuid-Afrika | Premier Soccer League  | 14    | 2     |
| 2010/11     | Golden Arrows         | Zuid-Afrika | Premier Soccer League  | 19    | 11    |
| 2011/12     | Golden Arrows         | Zuid-Afrika | Premier Soccer League  | 24    | 7     |
| 2012/13     | Orlando Pirates       | Zuid-Afrika | Premier Soccer League  | 24    | 6     |
| 2013/14     | Orlando Pirates       | Zuid-Afrika | Premier Soccer League  | 3     | 1     |
| 2014/15     | Mpumalanga Black Aces | Zuid-Afrika | Premier Soccer League  | 29    | 6     |
| 2015/16     | Mpumalanga Black Aces | Zuid-Afrika | Premier Soccer League  | 29    | 14    |
| Bijgewerkt: | 07-08-2016            |             | Totaal                 | 249   | 96    |

## Erelijst
Kaizer Chiefs
- Topscorer Premier Soccer League

2004/05 (25 goals)
 Black Aces
- Topscorer Premier Soccer League

2015/16 (14 goals)